# 北京宣武红旗业余大学
北京宣武红旗业余大学，简称红大，位于北京市西城区右安门内大街79号，是北京市属成人高等学校。

## 简介
1958年6月，宣武区红旗夜大学创办，是北京市第一所区办成人高等学校，由廖沫沙确定校名并题写校牌。建校初期，该校下设财经学院、师范学院、体育学院、艺术学院等专业学院，下设政治、中文、俄语、英语、数学、物理、化学、医疗、机械等10个专业，学制4年。注册学员4064人。由北京大学、中国人民大学、北京师范大学、北京化工学院、北京第二医学院等院校承担教学工作，红大负责组织管理。1960年，各专业学院撤销，改成系。“文革”期间，学校停办。1978年复办。1980年定名北京宣武红旗大学。1982年更名北京宣武红旗业余大学。
1960年，被评为北京市先进教育集体，并且出席全国文教系统群英会。1991年，在北京市成人高等学校评估中，被定为A级成人高校。1992年，获“北京市成人高等学校教育先进学校”称号。1997年，获评为北京市培训工程先进集体。1998年，获评为北京市成人高等学校示范校。